# Mologa
Die Mologa (russisch Молога) ist ein linker Nebenfluss der Wolga im nordwestlichen, europäischen Teil Russlands.

## Beschreibung
Sie entspringt in den Waldaihöhen etwa 30 km westlich von Beschezk bei Kljutschewaja in der Oblast Twer. Sie fließt zunächst in östlicher Richtung, bis sie bei Beschezk nach Norden abbiegt. Sie durchfließt mehrere Seen, darunter den Werestowo. Anschließend wendet sie sich nach Südwesten und durchfließt in einer weiten Rechtskurve den Nordwesten der Oblast Twer.
Rund 20 km vor der Grenze zur Oblast Nowgorod biegt sie wieder in nördliche Richtung ab. Sie erreicht den äußersten Osten der Oblast Nowgorod südlich von Pestowo, durchfließt die Stadt, und überquert bereits nach wenigen Kilometern die Grenze zur Oblast Wologda.
Hier wendet sich die Mologa zunächst nach Nordosten. Nach Ustjuschna strömt sie sehr kurvenreich nach Osten und Südosten und mündet schließlich etwa 50 km westlich von Tscherepowez in den Rybinsker Stausee an der Wolga.
An der Mündung der Mologa in die Wolga lag bis zur Fertigstellung des Stausees 1947 die gleichnamige Stadt Mologa.
Der Fluss ist von Ende November bis Ende April/Anfang Mai gefroren. In der eisfreien Zeit ist er bis zur Gemeinde Schelbajow schiffbar.